# Сонцецвіт сивий
Сонянка сива, сонцецвіт сивий (Helianthemum canum) — вид рослин з родини ладанникових (Cistaceae); зростає у Марокко, Алжирі, Європі, західній Азії.

## Загальна біоморфологічна характеристика
Хамефіт. Вічнозелений напівкущик 15–30 см заввишки. Стебло розгалужене, при основі здерев'яніле, лежаче або висхідне. Листки супротивні, ланцетно-овальні, зверху зелені, зісподу сірі або білуваті від густого запушення. Квітки 10–15 мм діаметром, жовті. Суцвіття — рідке гроно (китиця) до 10–15 см завдовжки. Квітконіжки 5–20 мм дугоподібно відігнуті від стебла. Чашолистки випрямлені. Плід яйцеподібна коротко запушена коробочка. Цвіте у травні–липні. Плодоносить у липні–серпні. Розмножується насінням.

## Поширення
Поширений у Марокко, Алжирі, Європі крім сходу й півночі, в Туреччині, Грузії, Вірменії.
В Україні є три локалітети: Національний парк Кременецькі гори («Дівочі скелі», в межах м. Кременець, Тернопільської області) (H. canum s. str.), береги Сіверського Донця (H. cretophilum), річка Айдар (H. cretaceum) та Гірський Крим (звичайними є H. stevenii, H. creticola та H. orientalis, які не потребують охорони). У ЧКУ має статус рідкісного виду.

## Умови зростання
Росте на столоподібних вершинах, щільних або рихлих вапнякових породах, чи відшаруваннях у вигляді вузьких (до 3 м) смуг чи на осипах цих вапняків (H. canum), на сухих крейдяних відшаруваннях річкових долин, балок (H. cretophilum та H. cretaceum); остання раса заходить у петрофітні степові фітоценози з домінуванням Carex humilis. Ксерофіт, облігатний карбонатофіл.

## Чисельність
Вид представлений локальними досить віддаленими популяціями. У межах популяцій досягає рівня домінанта. Розмір і межі популяцій чітко визначаються лімітуючими факторами і мають вигляд плям або вузьких (до 5 м завширшки) смуг вздовж обривів.
Чисельність знижується через вузьку еколого-ценотичну амплітуду, послаблену конкурентну здатність. При формуванні потужного ґрунту чи затіненні деревним наметом вид зникає.

## Охорона
Охороняється у Національному парку «Кременецькі гори», який раніше входив до ПЗ «Медобори» (H. canum), філіалі «Крейдова флора» Українського степового ПЗ, НПП «Святі гори» (H. cretaceum). Розробка та дотримання специфічного режиму заповідання. Необхідні картування та моніторинг стану популяцій. Заборонено порушення умов зростання, заліснення схилів, розробка кар'єрів.

## Використання
Декоративна, ценозоформуюча, протиерозійна, ґрунтотвірна рослина.